# Saint-Pierre-Roche

Saint-Pierre-Roche este o comună în departamentul Puy-de-Dôme, Franța. În 1 ianuarie 2022 avea o populație de 500 de locuitori.